# Prezydent Rzeczypospolitej Polskiej

Uroczystość zaprzysiężenia Karola Nawrockiego przed Zgromadzeniem Narodowym na pierwsza kadencję, 6 sierpnia 2025 roku

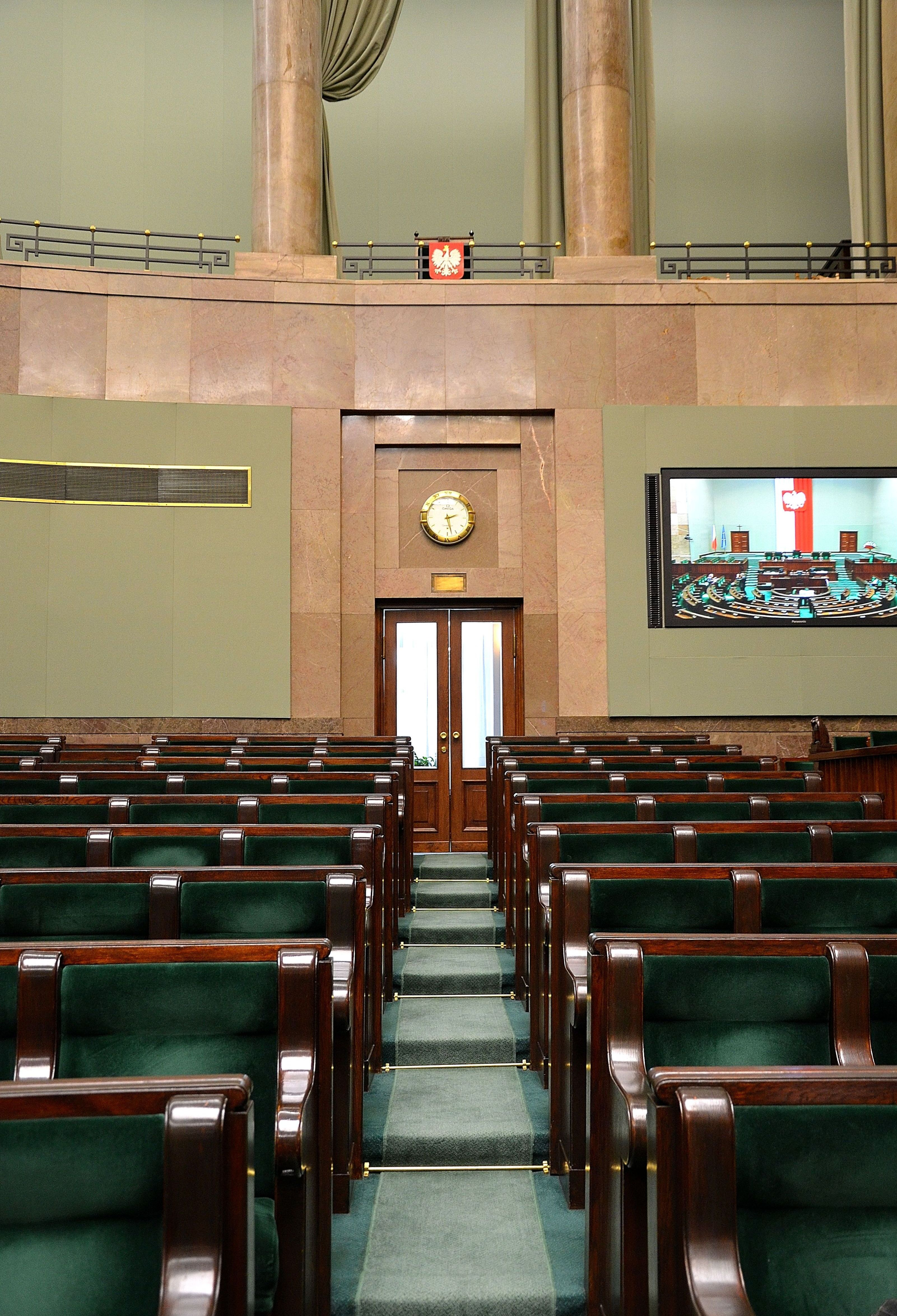
Loża prezydencka na galerii w Sali Posiedzeń Sejmu, stałe miejsce zajmowane przez Prezydenta RP

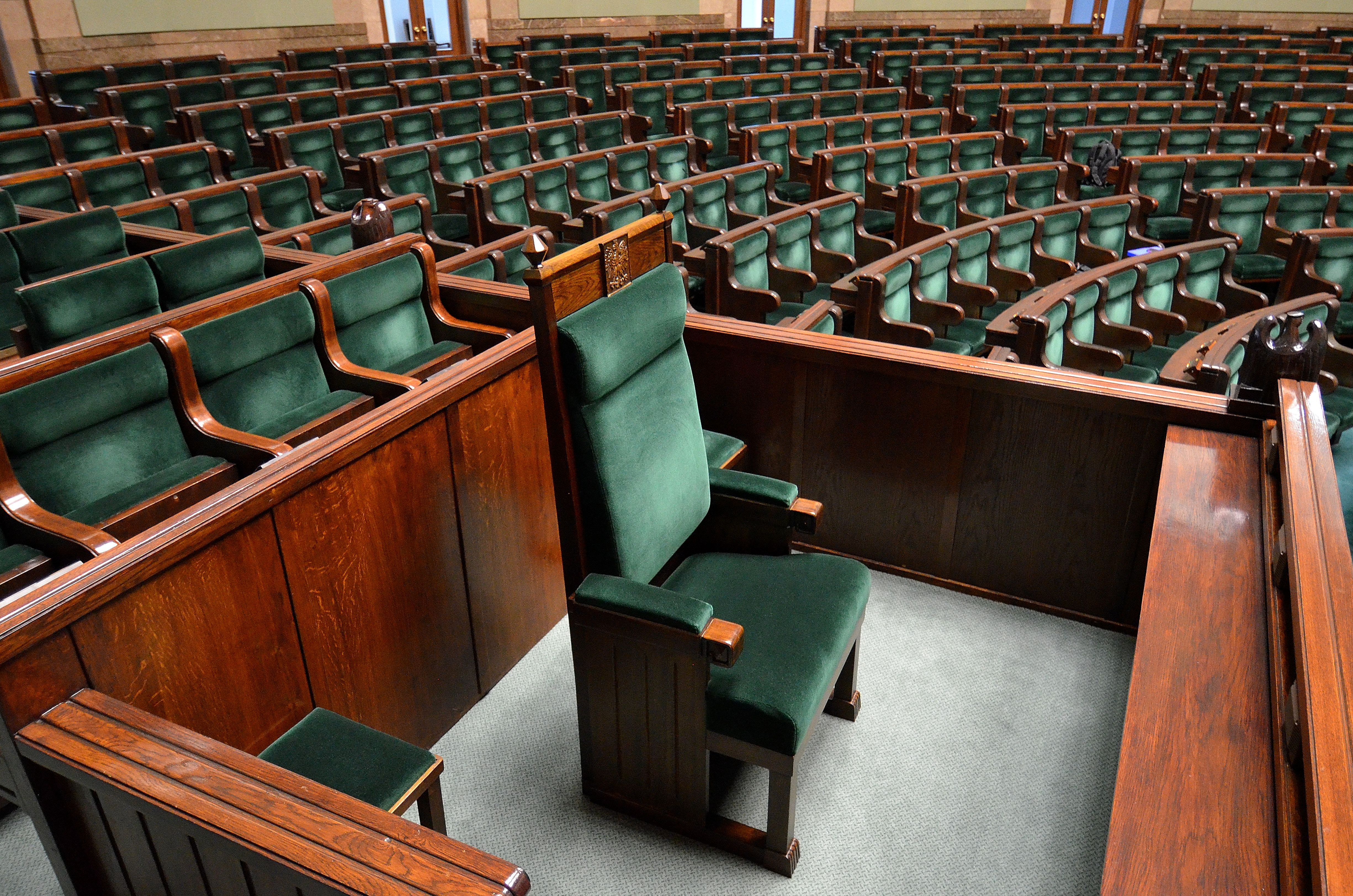
Fotel na Sali Posiedzeń Sejmu znajdujący się po lewej stronie Marszałka Sejmu. Miejsce zajmowane przez Prezydenta RP, gdy będzie on zabierał głos (np. wygłaszał orędzie) oraz w trakcie wspólnych posiedzeń Sejmu i Senatu zwoływanych z okazji wizyt głów obcych państw

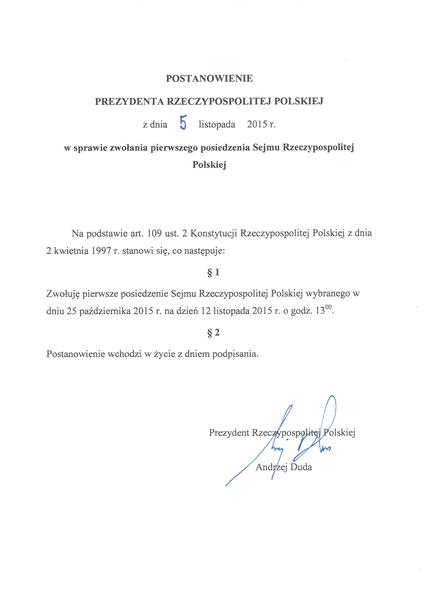
Postanowienie Prezydenta o zwołaniu pierwszego posiedzenia Sejmu VIII kadencji wydane na podstawie art. 109 ust. 2 Konstytucji

Prezydent Rzeczypospolitej Polskiej (Prezydent RP) – zgodnie z Konstytucją Rzeczypospolitej Polskiej najwyższy przedstawiciel polskich władz, gwarant ciągłości władzy państwowej, czuwa nad przestrzeganiem postanowień i przepisów Konstytucji, zwierzchnik Sił Zbrojnych Rzeczypospolitej Polskiej.
Instytucja prezydenta po raz pierwszy do systemu politycznego państwa polskiego została wprowadzona na mocy Konstytucji marcowej z 1921, kiedy to urząd Prezydenta Rzeczypospolitej Polskiej zastąpił urząd Naczelnika Państwa (powołany w 1918 w miejsce rozwiązanej wtedy Rady Regencyjnej Królestwa Polskiego). Zgodnie z przepisami ustawy zasadniczej z 1921, władze istniejące w momencie jej uchwalenia funkcjonowały do czasu wyłonienia nowych władz. Naczelnik Państwa sprawował zatem swój urząd do chwili objęcia go przez pierwszego prezydenta II Rzeczypospolitej – Gabriela Narutowicza, tj. do dnia 14 grudnia 1922. Początkowo instytucję prezydenta utworzono w formie charakterystycznej dla systemu parlamentarno-gabinetowego. Po uchwaleniu Konstytucji kwietniowej w 1935 ustrój państwa polskiego został przekształcony w autorytarny system prezydencki. Z drugiej strony konstytucja ta miała jednak istotne znaczenie dla zachowania ciągłości władzy państwowej w czasie wojny. Tak się stało we wrześniu 1939, kiedy to rząd polski zmuszony był opuścić terytorium kraju, kierując się do Francji przez Rumunię, gdzie został jednak internowany. Wtedy też prezydent RP Ignacy Mościcki desygnował swojego następcę – Władysława Raczkiewicza, przebywającego już we Francji. Tak więc Konstytucja kwietniowa stworzyła prawne podstawy dla legalnego funkcjonowania władz polskich na uchodźstwie podczas II wojny światowej – początkowo w Paryżu i Angers, a później w Londynie. Rząd RP na uchodźstwie jako podmiot prawa międzynarodowego był uznawany do 5 lipca 1945, natomiast funkcjonował – jako wyraz niezaakceptowania powojennego porządku prawno-politycznego w Polsce i nieuznawania Polski Ludowej – aż do 22 grudnia 1990.
Po II wojnie światowej i objęciu władzy w Polsce przez komunistów urząd prezydenta RP funkcjonował w latach 1947–1952. Jedynym prezydentem w tym okresie był Bolesław Bierut. Po wprowadzeniu Konstytucji z 1952 i zmianie nazwy państwa na Polską Rzeczpospolitą Ludową funkcje prezydenta przejęła kolegialna Rada Państwa z Przewodniczącym na czele.
W wyniku porozumień Okrągłego Stołu urząd prezydenta został przywrócony na mocy noweli kwietniowej z 1989. Ponieważ ówczesna oficjalna nazwa państwa brzmiała: Polska Rzeczpospolita Ludowa, wybrano jedynego w historii prezydenta PRL, którym został gen. Wojciech Jaruzelski. Kolejna nowelizacja konstytucji dokonana 29 grudnia 1989 m.in. przywróciła historyczną nazwę państwa: Rzeczpospolita Polska. Tym samym Wojciech Jaruzelski stał się zarazem pierwszym prezydentem III Rzeczypospolitej.
W 1990 wprowadzono nową konstytucyjną zasadę wyborów prezydenta: wybory powszechne, równe, bezpośrednie, w głosowaniu tajnym. Pierwszym prezydentem RP wybranym na podstawie tych zasad został Lech Wałęsa. W dniu 22 grudnia 1990 w Warszawie w siedzibie Sejmu złożył on konstytucyjną przysięgę. Na uroczystość tę przybył ostatni prezydent RP na uchodźstwie – Ryszard Kaczorowski. Przekazał on nowemu demokratycznie wybranemu prezydentowi insygnia władzy prezydenckiej II Rzeczypospolitej, kończąc tym samym urzędowanie polskich władz na uchodźstwie.
Od 6 sierpnia 2025 Prezydentem RP jest Karol Nawrocki.

## Siedziba
Siedziby Prezydenta II RP:
- 1922–1926 Belweder
- 1926–1939 Zamek Królewski

Siedziby Prezydenta RP na uchodźstwie:
- 1939–1940 Pałac Pignerolle (Angers, Francja)
- 1940–1990 Bryanston Court przy Great Cumberland Place(inne języki) 56, obecnie pełniący funkcję hotelu, następnie Eaton Place(inne języki) 43 (Londyn, Zjednoczone Królestwo)

Siedziby Prezydenta RP (Polska Ludowa):
- 1947–1952 Belweder

Siedziby Prezydenta PRL:
- 1989 Belweder

Siedziby Prezydenta III RP:
- 1989–1993 Belweder
- od 1993 Pałac Prezydencki[3].

## Kadencja
Prezydent Rzeczypospolitej jest wybierany na pięcioletnią kadencję i może być ponownie wybrany tylko raz. Bierne prawo wyborcze przysługuje wszystkim obywatelom Rzeczypospolitej Polskiej, którzy ukończyli 35 lat, posiadają pełnię praw wyborczych do Sejmu i zbiorą przynajmniej 100 tysięcy podpisów osób popierających ich kandydaturę.
Zgodnie z art. 130 Konstytucji Prezydent Rzeczypospolitej obejmuje urząd po złożeniu przysięgi przed Zgromadzeniem Narodowym. Złożenie przysięgi przez nowo wybranego prezydenta odbywa się w ostatnim dniu urzędowania ustępującego prezydenta, a jeżeli został on wybrany w wyborach przedterminowych – w terminie 7 dni od dnia ogłoszenia w Dzienniku Ustaw uchwały Sądu Najwyższego o stwierdzeniu ważności wyborów (art. 291 ust. 1 i 3 Kodeksu wyborczego). Odmowa złożenia przysięgi powoduje tymczasowe przejęcie obowiązków prezydenta przez Marszałka Sejmu do czasu wyboru nowego prezydenta.
Kadencja Prezydenta Rzeczypospolitej Polskiej rozpoczyna się w dniu objęcia przez niego urzędu. Ustępujący Prezydent Rzeczypospolitej kończy urzędowanie z chwilą złożenia przysięgi przez nowo wybranego prezydenta (art. 291 ust. 2 Kodeksu wyborczego).

## Uprawnienia Prezydenta RP
Uprawnienia Prezydenta są ściśle określone w V rozdziale Konstytucji RP. Niektóre z jego uprawnień wynikają także z ustaw. Jego kompetencje można podzielić na kategorie:

### Uprawnienia wobecSuwerena(Narodu)
- prawo zarządzenia przeprowadzenia referendum za zgodą wyrażoną przez bezwzględną większość senatorów przy obecności minimum połowy ustawowej liczby Senatorów (nie wymaga kontrasygnaty) – art. 125. ust. 2 Konstytucji,
- prawo wnioskowania do Marszałka Sejmu o przeprowadzenie referendum zatwierdzającego ustawę o zmianie Konstytucji uchwaloną przez parlament, jeżeli dotyczy ona zmiany przepisów rozdziału I, II lub XII Konstytucji (nie jest wymagana kontrasygnata) – art. 235 ust. 6 Konstytucji,

### Uprawnienia wobec zmian ustrojowych
- prawo zgłoszenia projektu ustawy o zmianie Konstytucji (bez kontrasygnaty) – art. 235 ust. 1 Konstytucji,

### Uprawnienia wobecwładzy ustawodawczej
Dotyczące wyborów:
- zarządza wybory parlamentarne, wyznaczając jednocześnie dzień wyborów (bez kontrasygnaty) – art. 98 Konstytucji:
  - jeżeli wybory odbywają się w normalnym trybie, wówczas dzień wyborów musi przypadać na dzień wolny od pracy, w ciągu 30 dni przed datą upływu kadencji obradującego parlamentu,
  - jeżeli wybory są efektem skrócenia kadencji parlamentu przez Prezydenta albo Sejm, to dzień wyborów musi zostać zawarty w akcie skracającym kadencję Sejmu i Senatu, musi także przypadać w ciągu 45 dni od daty skrócenia kadencji,
- zarządza wybory do Parlamentu Europejskiego, jednak ich termin jest wyznaczony przez przepisy Unii Europejskiej (wymagana kontrasygnata) – art. 331 Kodeksu wyborczego[5].
- zwołuje pierwsze posiedzenie Sejmu i Senatu (bez kontrasygnaty):
  - w normalnym trybie winno ono się odbyć w ciągu 30 dni po dniu wyborów – art. 109 ust. 2 Konstytucji,
  - w sytuacji skrócenia kadencji przez Prezydenta data pierwszego posiedzenia musi przypadać nie później niż na 15. dzień po dniu wyborów – art. 98 ust 5 Konstytucji,
- wyznacza marszałka seniora w Sejmie – art. 1 ust. 2 regulaminu Sejmu – i Senacie – art. 30 ust. 1 regulaminu Senatu (nie wymagana kontrasygnata),
- zgodnie z regulaminem Senatu otwiera pierwsze posiedzenie Senatu – art. 30 ust. 1 regulaminu Senatu (czynność nie ma formy pisemnej, nie wymaga kontrasygnaty).

Dotyczące arbitrażu prezydenckiego:
- skraca kadencję parlamentu (po zasięgnięciu niewiążącej opinii Marszałka Sejmu i Senatu; bez kontrasygnaty):
  - fakultatywnie – jeśli w ciągu 4 miesięcy od dnia przedłożenia Sejmowi projektu ustawy budżetowej przez Radę Ministrów nie zostanie ona przekazana Prezydentowi do podpisu (Prezydent ma 14 dni na podjęcie decyzji o skróceniu kadencji Sejmu i Senatu) – art. 225 Konstytucji,
  - obligatoryjnie – jeżeli zasadnicza i obie rezerwowe procedury powoływania Rady Ministrów zakończą się fiaskiem – art. 155 ust. 2 Konstytucji,
- ma prawo zwrócić się z orędziem do Sejmu, Senatu lub Zgromadzenia Narodowego, którego audytorium ma obowiązek wysłuchać i nie może nad nim przeprowadzać debaty ze względu na autorytet Głowy Państwa (bez kontrasygnaty) – art. 140 Konstytucji.

Dotyczące stanowienia ustaw:
- ma prawo inicjatywy ustawodawczej (bez kontrasygnaty) – art. 118 ust. 1 Konstytucji,
- ma prawo zgłaszania poprawek do zgłoszonych przez siebie projektów ustaw (wymagana kontrasygnata) – art. 119 ust. 2 Konstytucji,
- ma prawo weta ustawodawczego (bez kontrasygnaty) – art. 122 ust. 5 Konstytucji; weto jest to umotywowany wniosek przekazujący Sejmowi ustawę do ponownego rozpatrzenia. Sejm może to weto odrzucić większością kwalifikowaną 3/5 głosów w obecności co najmniej połowy ustawowej liczby posłów. Weto prezydenckie nie ma charakteru selektywnego – Prezydent nie może zakwestionować tylko niektórych przepisów, musi kwestionować całą ustawę.
- przed podpisaniem ustawy ma prawo zwrócić się do Trybunału Konstytucyjnego o zbadanie konstytucyjności ustawy (nie wymaga to kontrasygnaty) – art. 122 ust. 4 Konstytucji,
- jeżeli Trybunał Konstytucyjny orzeknie o niezgodności tylko niektórych przepisów ustawy i orzeknie, iż nie są one nierozerwalnie związane z ustawą, wówczas Prezydent ma do wyboru: podpisać ustawę z pominięciem niekonstytucyjnych przepisów lub zwrócić ją Sejmowi w celu usunięcia niezgodności (te czynności nie wymagają kontrasygnaty) – art. 122 ust. 4 Konstytucji,
- podpisuje ustawy (bez kontrasygnaty) – art. 122 ust. 2 Konstytucji; podpisanie ustawy przez Prezydenta oznacza jej dojście do skutku oraz zgodność sygnowanego tekstu z przyjętym przez parlament,
- zarządza ogłoszenie ustawy w Dzienniku Ustaw (bez kontrasygnaty) – art. 122 ust. 2 Konstytucji,

### Uprawnienia wobec władzy wykonawczej

#### Dotyczące Rady Ministrów
- desygnuje i powołuje Premiera w zasadniczej procedurze powoływania Rządu (bez kontrasygnaty) – art. 154 ust. 1 Konstytucji; powołuje Premiera w II rezerwowej procedurze powoływania Rządu (bez kontrasygnaty) – art. 155 ust. 1 Konstytucji,
- na wniosek Premiera w zasadniczej i w II rezerwowej procedurze powoływania Rządu powołuje Radę Ministrów w pełnym składzie i odbiera przysięgę od jej członków (wymagana kontrasygnata) – art. 154 ust. 1 i art. 155 ust. 1 Konstytucji,
- powołuje Premiera wybranego przez Sejm w I rezerwowej procedurze powoływania Rządu (bez kontrasygnaty) – art. 154 ust. 1 Konstytucji,
- na wniosek Premiera w I rezerwowej procedurze powoływania Rządu powołuje członków Rządu wybranych przez Sejm i odbiera od nich przysięgę (wymagana kontrasygnata) – art. 154 ust. 3 Konstytucji,
- na wniosek Premiera dokonuje zmian na stanowiskach poszczególnych ministrów (wymagana kontrasygnata) – art. 161 Konstytucji,
- obligatoryjnie odwołuje ministra, wobec którego Sejm uchwalił wotum nieufności (brak kontrasygnaty) – art. 159 ust. 2 Konstytucji,
- przyjmuje dymisję Rady Ministrów i powierza jej dalsze sprawowanie funkcji do czasu powołania nowej Rady Ministrów (bez kontrasygnaty) – art. 162 ust. 3 Konstytucji:
  - obligatoryjnie: jeśli wobec Rządu uchwalono wotum nieufności lub nie uchwalono wotum zaufania,
  - fakultatywnie: jeśli jedyną przyczyną wręczenia Prezydentowi dymisji Rządu jest rezygnacja Premiera,
- dotyczące stanowienia aktów wykonawczych:
  - wydaje rozporządzenia na podstawie szczegółowego upoważnienia ustawowego i w celu wykonania ustawy (wymagana kontrasygnata) – art. 142 ust. 1 Konstytucji,
  - wydaje zarządzenia na podstawie ustaw (bez kontrasygnaty) – art. 142 ust. 1 Konstytucji,
- dotyczące polityki zagranicznej i obronności (art. 133 ust. 3 Konstytucji: Prezydent współdziała w zakresie polityki zagranicznej z Premierem i właściwym ministrem):
- ratyfikuje i wypowiada umowy międzynarodowe (wymagana kontrasygnata) – art. 133 ust. 1 pkt 1 Konstytucji; jednakże niektóre umowy międzynarodowe mogą zostać ratyfikowane i wypowiedziane tylko na podstawie upoważnienia ustawowego – dotyczące:
  - pokoju, sojuszu, układu wojskowego lub politycznego,
  - wolności, praw lub obowiązków obywatelskich określonych w Konstytucji,
  - członkostwa RP w organizacji międzynarodowej,
  - znacznego obciążenia finansowego RP,
  - spraw uregulowanych w ustawie lub w których Konstytucja wymaga ustawy,
- Ratyfikuje umowy międzynarodowe przenoszące niektóre uprawnienia Rzeczypospolitej organizacji Międzynarodowej – art. 90 Konstytucji (wymagana kontrasygnata);
- ma prawo, przed ratyfikacją umowy, wnioskować do Trybunału Konstytucyjnego o zbadanie jej zgodności z Konstytucją (nie wymaga kontrasygnaty) – art. 133 ust. 2 Konstytucji,
- mianuje i odwołuje pełnomocnych przedstawicieli RP w innych państwach (wymagana kontrasygnata) – art. 133 ust. 1 pkt 2 Konstytucji,
- przyjmuje listy uwierzytelniające i odwołujące akredytowanych przy nim przedstawicieli państw obcych (wymagana kontrasygnaty) – art. 133 ust. 1 pkt 3 Konstytucji,
- jest najwyższym zwierzchnikiem sił zbrojnych – w czasie pokoju sprawuje zwierzchnictwo nad siłami zbrojnymi za pośrednictwem Ministra Obrony Narodowej – art. 134 ust. 1 i 2 Konstytucji,
- powołuje i odwołuje (wymagana kontrasygnata):
  - na wniosek Premiera w czasie stanu wojny Naczelnego Dowódcę Sił Zbrojnych – art. 134 ust. 4 Konstytucji,
  - na wniosek Ministra Obrony Narodowej – Szefa Sztabu Generalnego Wojska Polskiego – art. 195 ustawy o obronie Ojczyzny,
  - na wniosek Ministra Obrony Narodowej – dowódców rodzajów sił zbrojnych – art. 195 ustawy o obronie Ojczyzny,
- na wniosek Ministra Obrony Narodowej nadaje określone w ustawach stopnie wojskowe (wymagana kontrasygnata) – art. 134 ust. 5 Konstytucji,
- powołuje i odwołuje członków Rady Bezpieczeństwa Narodowego (bez kontrasygnaty) – art. 144 pkt 26 Konstytucji,
- na wniosek Ministra Obrony Narodowej określa kierunki rozwoju sił zbrojnych (wymagana kontrasygnata) – art. 25 ust. 1 pkt 1 ustawy o obronie Ojczyzny,
- na wniosek Premiera zatwierdza strategię bezpieczeństwa narodowego (wymagana kontrasygnata) – art. 24 ust. 1 pkt 2 ustawy o obronie Ojczyzny,
- na wniosek Premiera wydaje w drodze postanowienia Polityczno-Strategiczną Dyrektywę Obronną RP oraz inne dokumenty wykonawcze do strategii bezpieczeństwa narodowego (wymagana kontrasygnata) – art. 24 ust. 1 pkt 4 ustawy o obronie Ojczyzny,
- na wniosek Premiera postanawia o wprowadzeniu lub zmianie określonego stanu gotowości obronnej państwa (wymagana kontrasygnata) – art. 24 ust. 1 pkt 6 ustawy o obronie Ojczyzny,
- na wniosek Rady Ministrów postanawia o użyciu jednostek wojskowych poza granicami państwa (wymagana kontrasygnata) – art. 3 ustawy o zasadach użycia lub pobytu Sił Zbrojnych RP poza granicami państwa,

#### Pozostałe kompetencje związane z władzą wykonawczą
- nadaje według uznania obywatelstwo polskie. Od decyzji odwołanie nie przysługuje nikomu (zewnętrznym osobom lub organom też)[6]. Na wniosek osoby zainteresowanej zwalnia z obywatelstwa (bez kontrasygnaty) – art. 137 Konstytucji,
- w sprawach szczególnej wagi może zwoływać posiedzenia Rady Gabinetowej (bez kontrasygnaty) – art. 141 Konstytucji,
- wnioskuje do Sejmu o powołanie Prezesa Narodowego Banku Polskiego (bez kontrasygnaty) – art. 227 ust. 3 Konstytucji,
- powołuje 3 (spośród 9) członków Rady Polityki Pieniężnej[7],
- mianuje i odwołuje ambasadorów na wniosek ministra spraw zagranicznych, zaakceptowany przez Prezesa Rady Ministrów,
- mianuje i odwołuje Stałego Przedstawiciela Rzeczypospolitej Polskiej przy Unii Europejskiej na wspólny wniosek ministra spraw zagranicznych oraz ministra do spraw europejskich, zaakceptowany przez Prezesa Rady Ministrów[8],
- mianuje na pierwszy stopień oficerski policji (poza przyjmowaniem do służby osoby posiadającej stopień odpowiadający stopniowi podkomisarza Policji), oraz na stopnie generalnego inspektora Policji i nadinspektora Policji na wniosek ministra spraw wewnętrznych,
- decyduje o obniżeniu stopnia lub pozbawieniu stopni generalnego inspektora Policji i nadinspektora Policji na wniosek ministra spraw wewnętrznych[9],
- powołuje 2 członków Krajowej Rady Radiofonii i Telewizji (bez kontrasygnaty) – art. 214 ust. 1 Konstytucji,
- w przypadkach określonych w ustawie ma prawo odwołać powołanych przez siebie członków Krajowej Rady Radiofonii i Telewizji (wymagana kontrasygnata) – art. 7 ustawy o radiofonii i telewizji,
- samodzielnie decyduje, w sytuacji odrzucenia sprawozdania Krajowej Rady Radiofonii i Telewizji przez Sejm i Senat, czy skrócona zostanie kadencja tego organu (co wiąże się z wyłonieniem jego nowego składu przez władze polityczne; wymagana kontrasygnata) – art. 12 ust. 5 ustawy o radiofonii i telewizji,
- powołuje 2 członków Rady Mediów Narodowych spośród kandydatów zgłoszonych przez kluby parlamentarne lub poselskie tworzone przez ugrupowania, których przedstawiciele nie wchodzą w skład Rady Ministrów (wymagana kontrasygnata) – art. 3 i 6 ust. 1 ustawy o Radzie Mediów Narodowych
- ma prawo zlecać Najwyższej Izbie Kontroli przeprowadzenie kontroli (bez kontrasygnaty) – art. 144 ust. 3 pkt 10 Konstytucji,
- nadaje ordery i odznaczenia (bez kontrasygnaty) – art. 138 Konstytucji,
- wyraża zgodę na przyjęcie przez obywatela Polski orderu, odznaczenia lub innego zaszczytnego wyróżnienia nadawanego przez władze obcego państwa (bez kontrasygnaty) – art.5 ustawy o orderach i oznaczeniach[10],

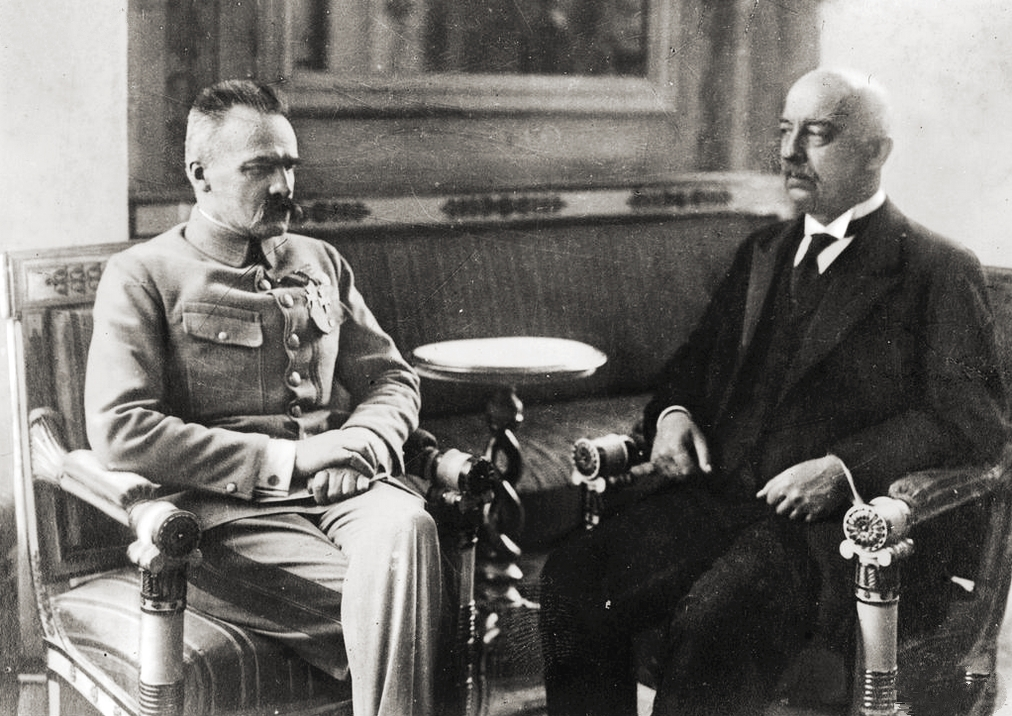
Przekazanie władzy Gabrielowi Narutowiczowi (I prezydentowi) przez naczelnika państwa Józefa Piłsudskiego

- wprowadza żałobę narodową (wymaga kontrasygnaty) – art. 11 ustawy o godle, barwach i hymnie Rzeczypospolitej Polskiej oraz o pieczęciach państwowych[11],
- na wniosek Rady Doskonałości Naukowej (do końca 2020 istniała Centralna Komisja do Spraw Stopni i Tytułów[12]) nadaje tytuł naukowy profesora (wymagana kontrasygnata) – art. 178 ust. 4 i 230 ust. 1 Prawa o szkolnictwie wyższym i nauce,
- jest z racji urzędu wielkim mistrzem Orderu Orła Białego i Orderu Odrodzenia Polski oraz ich kawalerem,
- powołuje członków Państwowej Komisji Wyborczej (wymaga kontrasygnaty) – art. 157 Kodeksu wyborczego[13],
- nadaje statut Kancelarii Prezydenta RP oraz powołuje i odwołuje jej szefa (bez kontrasygnaty) – art. 143 Konstytucji,

### Uprawnienia wobec władzy sądowniczej
- na wniosek Krajowej Rady Sądownictwa mianuje sędziów (bez kontrasygnaty) – art. 179 Konstytucji,
- wskazuje 1 członka Krajowej Rady Sądownictwa (wymaga kontrasygnaty) – art. 187 ust. 1 pkt 1 Konstytucji,
- powołuje I Prezesa Sądu Najwyższego spośród kandydatów przedstawionych przez Zgromadzenie Ogólne Sędziów Sądu Najwyższego (nie wymaga kontrasygnaty) – art. 183 ust. 3 Konstytucji,
- powołuje prezesów Sądu Najwyższego (bez kontrasygnaty) – art. 144 ust. 3 pkt 23 Konstytucji,
- powołuje Prezesa Naczelnego Sądu Administracyjnego spośród kandydatów przedstawionych przez Zgromadzenie Ogólne Sędziów Naczelnego Sądu Administracyjnego (bez kontrasygnaty) – art. 185 Konstytucji,
- powołuje wiceprezesów Naczelnego Sądu Administracyjnego (bez kontrasygnaty) – art. 144 ust. 3 pkt 23 Konstytucji,
- powołuje Prezesa i Wiceprezesa Trybunału Konstytucyjnego spośród kandydatów przedstawionych przez Zgromadzenie Ogólne Sędziów Trybunału Konstytucyjnego (bez kontrasygnaty) – art. 194 ust. 2 Konstytucji,
- wnioskuje do Trybunału Konstytucyjnego o:
  - zbadanie konstytucyjności aktu normatywnego (bez kontrasygnaty) – art. 191 ust. 1 pkt 1 Konstytucji,
  - rozstrzygnięcie sporu kompetencyjnego (bez kontrasygnaty) – art. 192 Konstytucji,
- ma prawo złożyć wstępny wniosek o pociągnięcie do odpowiedzialności konstytucyjnej członka Rządu (bez kontrasygnaty) – art. 144 ust. 3 pkt 13 Konstytucji,
- ma prawo złożyć wstępny wniosek o pociągnięcie do odpowiedzialności konstytucyjnej osób zajmujących następujące stanowiska (wymaga kontrasygnaty) – art. 198 ust. 1 Konstytucji:
  - Prezes Najwyższej Izby Kontroli,
  - Prezes Narodowego Banku Polskiego,
  - Naczelny Dowódca Sił Zbrojnych,
  - minister resortowy,
  - członek Krajowej Rady Radiofonii i Telewizji,
- dysponuje prawem łaski (nie wymaga kontrasygnaty) – art. 139 Konstytucji; nie stosuje się do osób skazanych przez Trybunał Stanu,

### Uprawnienia wstanach nadzwyczajnych
- jeżeli Sejm nie może się zebrać na posiedzenie, postanawia o stanie wojny (wymaga kontrasygnaty) – art. 116 ust. 2 Konstytucji:
  - w przypadku zbrojnej napaści na terytorium RP,
  - gdy z umów międzynarodowych wynika zobowiązanie do obrony przeciwko agresji,
- na wniosek Rady Ministrów wydaje rozporządzenie o wprowadzeniu stanu wojennego lub wyjątkowego (wymaga kontrasygnaty) – art. 229 i 230 Konstytucji,
- na wniosek Premiera, w sytuacji bezpośredniego zewnętrznego zagrożenia państwa, zarządza powszechną lub częściową mobilizację i użycie sił zbrojnych do obrony RP (wymaga kontrasygnaty) – art. 136 Konstytucji,
- na wniosek Rady Ministrów, jeżeli w czasie stanu wojennego Sejm nie może się zebrać na posiedzenie, wydaje rozporządzenia z mocą ustawy (wymaga kontrasygnaty) – art. 234 Konstytucji,
- na wniosek Rady Ministrów podczas trwania stanu wojennego postanawia o przejściu organów władzy publicznej na określone stanowiska kierowania (wymaga kontrasygnaty) – art. 10 ustawy o stanie wojennym,
- na wniosek Rady Ministrów podczas trwania stanu wojennego określa zadania sił zbrojnych (wymaga kontrasygnaty) – art. 10 ustawy o stanie wojennym,
- na wniosek Premiera w czasie stanu wyjątkowego może postanowić o użyciu oddziałów i pododdziałów Sił Zbrojnych RP do przywrócenia normalnego funkcjonowania państwa, jeżeli dotychczas zastosowane siły i środki zostały wyczerpane (wymaga kontrasygnaty) – art. 11 ustawy o stanie wyjątkowym.

### Uprawnienia prezydenckie w świetle poprzednich konstytucji[14]

#### Mała Konstytucja 1919
Pod rządami małej konstytucji z 1919 nie istniał urząd Prezydenta Rzeczypospolitej. Funkcję głowy państwa sprawował Tymczasowy Naczelnik Państwa/Naczelnik Państwa Republiki Polskiej – urząd powołany w 1918 na skutek rozwiązania się Rady Regencyjnej Królestwa Polskiego. Obydwa organy – Rada Regencyjna w latach 1917–1918 oraz Tymczasowy Naczelnik Państwa w latach 1918–1919 (w dniach 14–29 listopada 1918 działający jako Naczelny Dowódca Wojsk Polskich) – sprawowały zwierzchnią władzę państwową, w tym władzę ustawodawczą i wykonawczą. Ich akty wymagały jednak kontrasygnaty Prezydenta Ministrów oraz właściwego ministra. Od 1919 Naczelnik Państwa pozostawał pod kontrolą Sejmu Ustawodawczego.

#### Konstytucja marcowa 1921
W okresie obowiązywania konstytucji marcowej prezydent sprawował władzę przez odpowiedzialnych przed Sejmem ministrów, a każdy akt prawny wymagał kontrasygnaty właściwego ministra.
Uprawnienia prezydenta wymagające kontrasygnaty:
- wydawanie rozporządzeń wykonawczych
- mianowanie premiera
- mianowanie ministrów na wniosek premiera
- mianowanie na urzędy na wniosek premiera
- zwierzchnictwo nad wojskiem
- mianowanie naczelnego wodza na czas wojny.

Ponadto:
- reprezentowanie państwa w stosunkach z innymi krajami
- zawieranie umów z innymi państwami i podawanie ich do wiadomości Sejmu
- zawieranie sojuszy, traktatów pokojowych, wypowiadanie wojny, zmiany granic za zgodą Sejmu
- mianowanie sędziów
- prawo łaski
- zwoływanie, odraczanie i zamykanie sesji Sejmu i Senatu
- rozwiązanie Sejmu za zgodą 60% ustawowej liczby senatorów.

#### Nowela sierpniowa 1926
Nowela sierpniowa nadała prezydentowi dodatkowe uprawnienia:
- prawo do wydawania rozporządzeń z mocą ustawy w ściśle określonych warunkach
- prawo do wydawania rozporządzeń z mocą ustawy w trybie specjalnej ustawy o pełnomocnictwach (za zgodą parlamentu).

#### Konstytucja kwietniowa 1935
Konstytucja kwietniowa dawała prezydentowi szerokie uprawnienia, które nie wymagały konsultacji:
- mianowanie i odwoływanie premiera
- desygnowanie na urzędy pierwszego prezesa Sądu Najwyższego, naczelnego wodza, szefa Generalnego Inspektoratu Sił Zbrojnych
- zwierzchnictwo nad siłami zbrojnymi
- decydowanie o wojnie i pokoju
- mianowanie 1/3 Senatu
- rozwiązywanie parlamentu przed upływem kadencji
- prawo do wydawania dekretów ws. organizacji rządu, zwierzchnictwa nad siłami zbrojnymi i organizacji administracji.

Ponadto prezydent mógł stosować weto ustawodawcze i posiadał prawo do wydawania, z pełnomocnictwa Sejmu, dekretów z mocą ustawy w innych kwestiach, z wyjątkiem konstytucyjnych.

#### Mała Konstytucja 1947
Mała Konstytucja z 1947 utworzyła pojęcie rady gabinetowej, tj. posiedzenia rządu pod przewodnictwem prezydenta. Pozostałe uprawnienia były identyczne jak w konstytucji marcowej.

#### Konstytucja z 1952 po nowelizacji w 1989
Konstytucja z 22 lipca 1952 po nowelizacji z kwietnia 1989 powołała urząd Prezydenta PRL (od 30 grudnia 1989 Prezydenta RP).
Prezydent PRL posiadał następujące kompetencje:
- zarządzanie wyborów do Sejmu, Senatu i rad narodowych
- mianowanie i odwoływanie pełnomocnych przedstawicieli PRL w innych państwach
- przyjmowanie list uwierzytelniających i odwołujących dyplomatów
- zwierzchnictwo nad Siłami Zbrojnymi
- przewodniczenie Komitetowi Obrony Kraju
- występowanie z wnioskiem do Sejmu o powołanie lub odwołanie prezesa Rady Ministrów
- występowanie z wnioskiem do Sejmu o powołanie lub odwołanie prezesa Narodowego Banku Polskiego
- zwoływanie w sprawach szczególnej wagi posiedzenia Rady Ministrów i przewodniczenie mu
- nadawanie orderów, odznaczeń i tytułów honorowych
- stosowanie prawa łaski
- wykonywanie innych uprawnień przewidzianych w Konstytucji lub przekazanych przez ustawy (np. ratyfikowanie i wypowiadanie umów międzynarodowych, sprawowanie nadzoru nad radami narodowymi, wprowadzanie stanu wojennego lub wyjątkowego).

Prezydent miał prawo weta ustawodawczego, które mogło być uchylone przez Sejm większością 2/3. Mógł także rozwiązać parlament, jeśli w terminie 3 miesięcy nie powoła rządu, nie przyjmie budżetu lub uchwali ustawę lub uchwałę uniemożliwiającą prezydentowi wykonywanie jego konstytucyjnych uprawnień.

#### Mała Konstytucja 1992
Mała Konstytucja z 1992 zniosła możliwość rozwiązania parlamentu przez Prezydenta, jeśli ten przyjął ustawę uniemożliwiającą mu wykonywanie jego konstytucyjnych uprawnień i sprecyzowała jego prerogatywy. Akty prawne wydawane przez Prezydenta (z wyjątkiem prerogatyw) wymagały kontrasygnaty Prezesa Rady Ministrów lub właściwego ministra. Do prerogatyw Prezydenta należało m.in.:
- desygnowanie Prezesa Rady Ministrów i powoływanie Rady Ministrów
- zwoływanie posiedzeń Rady Ministrów
- podpisywanie ustaw i rozporządzeń z mocą ustawy wydawanych przez Radę Ministrów
- zarządzanie wyborów do Sejmu i Senatu
- skracanie kadencji Sejmu w przypadku nieuchwalenia budżetu bądź uchwalenia wotum nieufności dla Rady Ministrów
- powoływanie sędziów na wniosek Krajowej Rady Sądownictwa
- powoływanie i odwoływanie Prezesa Naczelnego Sądu Administracyjnego i prezesów Sądu Najwyższego
- stosowanie prawa łaski
- nadawanie orderów i odznaczeń
- nadawanie i zwalnianie z obywatelstwa polskiego
- zarządzanie referendum.

### Akty prawne Prezydenta RP
Prezydent Rzeczypospolitej wydaje rozporządzenia i zarządzenia w wypadkach przewidzianych ustawami i Konstytucją zaś w zakresie swoich prerogatyw konstytucyjnych wydaje postanowienia publikowane w Monitorze Polskim. Jeśli akty wydawane przez Prezydenta nie są jego prerogatywami, dla swojej ważności wymagają podpisu Prezesa Rady Ministrów (kontrasygnata), który przez podpisanie aktu ponosi odpowiedzialność przed Sejmem.

### Gremia doradcze Prezydenta RP
- Narodowa Rada Rozwoju

## Przysięga prezydencka
Zgodnie z art. 291 Kodeksu wyborczego złożenie przysięgi przez nowo wybranego prezydenta odbywa się w ostatnim dniu urzędowania ustępującego prezydenta, a jeżeli został on wybrany w wyniku wyborów przedterminowych przeprowadzonych wskutek opróżnienia urzędu – w terminie 7 dni od dnia ogłoszenia w Dzienniku Ustaw uchwały Sądu Najwyższego o stwierdzeniu ważności wyborów.

### Treść przysięgi
- Obecna konstytucja z 1997

Zgodnie z art. 130 Konstytucji prezydent obejmuje urząd po złożeniu wobec Zgromadzenia Narodowego przysięgi następującej treści:
Obejmując z woli Narodu urząd Prezydenta Rzeczypospolitej Polskiej, uroczyście przysięgam, że dochowam wierności postanowieniom Konstytucji, będę strzegł niezłomnie godności Narodu, niepodległości i bezpieczeństwa Państwa, a dobro Ojczyzny oraz pomyślność obywateli będą dla mnie zawsze najwyższym nakazem.
Przysięga może być złożona z dodaniem zdania:
Tak mi dopomóż Bóg.
Została złożona przez Aleksandra Kwaśniewskiego 23 grudnia 2000, Lecha Kaczyńskiego 23 grudnia 2005 (z dodaniem zdania Tak mi dopomóż Bóg), Bronisława Komorowskiego 6 sierpnia 2010 (z dodaniem zdania Tak mi dopomóż Bóg), Andrzeja Dudę 6 sierpnia 2015 i 6 sierpnia 2020 (w obu przypadkach z dodaniem zdania Tak mi dopomóż Bóg), Karola Nawrockiego 6 sierpnia 2025 (z dodaniem zdania Tak mi dopomóż Bóg).
- Mała Konstytucja z 1992 (art. 30)

Obejmując z woli Narodu urząd Prezydenta Rzeczypospolitej Polskiej uroczyście przysięgam, że dochowam wierności postanowieniom Konstytucji, będę strzegł niezłomnie godności Narodu, niepodległości i bezpieczeństwa Państwa, a także, że dobro Ojczyzny oraz pomyślność obywateli będą dla mnie zawsze najwyższym nakazem.
Przysięga mogła być złożona z dodaniem słów
Tak mi dopomóż Bóg.
Została złożona przed Zgromadzeniem Narodowym jeden raz, 23 grudnia 1995 przez Aleksandra Kwaśniewskiego.
- Konstytucja RP uchwalona 22 lipca 1952 po nowelach z roku 1989[16] i 1990[17] (art. 32c)

Obejmując urząd Prezydenta Rzeczypospolitej Polskiej, przysięgam uroczyście Narodowi Polskiemu, że postanowieniom Konstytucji wierności dochowam, będę strzegł niezłomnie godności Narodu, suwerenności i bezpieczeństwa państwa. Przysięgam, że dobro Ojczyzny oraz pomyślność obywateli będą dla mnie zawsze najwyższym nakazem.
Złożona przed Zgromadzeniem Narodowym jeden raz, 22 grudnia 1990 przez Lecha Wałęsę (z dodaniem słów tak mi dopomóż Bóg, nieprzewidzianych w tekście przysięgi).
- Konstytucja PRL z 1952 po noweli z 7 kwietnia 1989[18] (art. 32c)

Obejmując z woli Zgromadzenia Narodowego urząd Prezydenta Polskiej Rzeczypospolitej Ludowej, ślubuję uroczyście Narodowi Polskiemu, że postanowieniom Konstytucji wierności dochowam, będę strzegł niezłomnie godności Narodu, suwerenności i bezpieczeństwa państwa. Ślubuję, że dobro Ojczyzny oraz pomyślność obywateli będą dla mnie zawsze najwyższym nakazem.
Złożona przed Zgromadzeniem Narodowym jeden raz, 19 lipca 1989 przez Wojciecha Jaruzelskiego.
- Ustawa Konstytucyjna z dnia 4 lutego 1947 r. o wyborze Prezydenta Rzeczypospolitej[19] (art. 11)

Ślubuję uroczyście, obejmując urząd Prezydenta Rzeczypospolitej, wedle najlepszego rozumienia i zgodnie z sumieniem, rzetelnie pracować dla dobra Narodu Polskiego, praw demokratycznych Rzeczypospolitej święcie przestrzegać, godności Narodu i Państwa strzec niezachwianie, sprawiedliwość względnie wszystkich bez różnicy obywateli za pierwszą mieć sobie cnotę, obowiązkom urzędu i służby poświęcić się niepodzielnie. Tak mi dopomóż Bóg.
Złożona przed Sejmem Ustawodawczym jeden raz, 5 lutego 1947 przez Bolesława Bieruta.
- Konstytucja kwietniowa 1935 (art. 19)

Świadom odpowiedzialności wobec Boga i historii za losy Państwa, przysięgam Panu Bogu Wszechmogącemu, w Trójcy Świętej Jedynemu, na urzędzie Prezydenta Rzeczypospolitej: praw zwierzchnich Państwa bronić, jego godności strzec, ustawę konstytucyjną stosować, względem wszystkich obywateli równą kierować się sprawiedliwością, zło i niebezpieczeństwo od Państwa odwracać, a troskę o jego dobro za naczelny poczytywać sobie obowiązek. Tak mi dopomóż Bóg i Święta Syna Jego Męka. Amen.
Została złożona przez Władysława Raczkiewicza 30 września 1939, Augusta Zaleskiego 9 czerwca 1947, Stanisława Ostrowskiego 9 kwietnia 1972, Edwarda Raczyńskiego 8 kwietnia 1979, Kazimierza Sabbata 8 kwietnia 1986 i Ryszarda Kaczorowskiego 19 lipca 1989.
- Konstytucja marcowa 1921 (art. 54)

Przysięgam Bogu Wszechmogącemu, w Trójcy Świętej Jedynemu, i ślubuję Tobie Narodzie Polski, na urzędzie Prezydenta Rzeczypospolitej, który obejmuję: praw Rzeczypospolitej, a przede wszystkim Ustawy Konstytucyjnej święcie przestrzegać i bronić; dobru powszechnemu Narodu ze wszystkich sił wiernie służyć; wszelkie zło i niebezpieczeństwo od Państwa czujnie odwracać; godności imienia polskiego strzec niezachwianie; sprawiedliwość względem wszystkich bez różnicy obywateli za pierwszą sobie mieć cnotę; obowiązkom urzędu i służby poświęcić się niepodzielnie. Tak mi dopomóż Bóg i Święta Syna Jego Męka. Amen.
Została złożona przez Gabriela Narutowicza 11 grudnia 1922, Stanisława Wojciechowskiego 20 grudnia 1922 i Ignacego Mościckiego 4 czerwca 1926 oraz 9 maja 1933.

## Opróżnienie urzędu[21]
Urzędowanie Prezydenta RP kończy się wskutek upływu kadencji; tym niemniej opróżnienie urzędu może nastąpić w wyniku rezygnacji, śmierci bądź złożenia z urzędu.

## Prezydenci Rzeczypospolitej Polskiej, którzy zrezygnowali z urzędu
| Lp. | Prezydent               | Data elekcji    | Długość kadencji (dni) | Data rezygnacji  | Przyczyna rezygnacji                            | Wiek (w chwili złożenia urzędu) | Następca                               | Uwagi                                              | Źr.    |
| --- | ----------------------- | --------------- | ---------------------- | ---------------- | ----------------------------------------------- | ------------------------------- | -------------------------------------- | -------------------------------------------------- | ------ |
| 1.  | Stanisław Wojciechowski | 20 grudnia 1922 | 1242                   | 15 maja 1926     | Przewrót majowy                                 | 57                              | Ignacy Mościcki                        |                                                    |        |
| 2.  | Ignacy Mościcki         | 4 czerwca 1926  | 4866                   | 30 września 1939 | II wojna światowa                               | 72                              | Władysław Raczkiewicz (na uchodźstwie) |                                                    | [ 22 ] |
| 3.  | Ryszard Kaczorowski     | 19 lipca 1989   | 521                    | 22 grudnia 1990  | Wybór prezydenta w kraju w sposób demokratyczny | 71                              | Lech Wałęsa (w kraju)                  | Prezydent Rzeczypospolitej Polskiej na uchodźstwie | [ 23 ] |

## Prezydenci Rzeczypospolitej Polskiej, którzy zmarli podczas pełnienia kadencji
| Lp. | Prezydent             | Data elekcji     | Długość kadencji (dni) | Data śmierci     | Przyczyna śmierci   | Wiek | Następca                                                       | Uwagi                                              | Źr.    |
| --- | --------------------- | ---------------- | ---------------------- | ---------------- | ------------------- | ---- | -------------------------------------------------------------- | -------------------------------------------------- | ------ |
| 1.  | Gabriel Narutowicz    | 14 grudnia 1922  | 3                      | 16 grudnia 1922  | zamach              | 57   | Stanisław Wojciechowski                                        |                                                    | [ 24 ] |
| 2.  | Władysław Raczkiewicz | 30 września 1939 | 2805                   | 6 czerwca 1947   | białaczka           | 62   | Bolesław Bierut (w kraju) oraz August Zaleski (na uchodźstwie) | Prezydent Rzeczypospolitej Polskiej na uchodźstwie | [ 25 ] |
| 3.  | August Zaleski        | 9 czerwca 1947   | 9069                   | 7 kwietnia 1972  | nieznana            | 89   | Stanisław Ostrowski                                            | Prezydent Rzeczypospolitej Polskiej na uchodźstwie | [ 26 ] |
| 4.  | Kazimierz Sabbat      | 8 kwietnia 1986  | 1198                   | 19 lipca 1989    | zawał serca         | 76   | Ryszard Kaczorowski                                            | Prezydent Rzeczypospolitej Polskiej na uchodźstwie | [ 27 ] |
| 5.  | Lech Kaczyński        | 23 grudnia 2005  | 1568                   | 10 kwietnia 2010 | katastrofa samolotu | 61   | Bronisław Komorowski                                           |                                                    | [ 28 ] |

- Do 5 lipca 1945 r. Rząd RP na uchodźstwie miał pełne uznanie międzynarodowe (z wyjątkiem ZSRR, III Rzeszy i jej sojuszników), w tym samym dniu poparcie na świecie zyskał Tymczasowy Rząd Jedności Narodowej.
- August Zaleski, pomimo formalnego zakończenia w 1954 r. kadencji prezydenckiej, nadal sprawował prezydenturę do śmierci w 1972 r. Nie uznała tego faktu część polityków emigracyjnych, która powołała pozakonstytucyjny organ – Radę Trzech.

## Prezydenci Rzeczypospolitej Polskiej, których kadencję skrócono
| Lp. | Prezydent           | Data elekcji  | Długość kadencji (dni) | Data końca kadencji | Przyczyna skrócenia kadencji                        | Wiek (w chwili złożenia urzędu) | Następca        | Uwagi                                                             | Źr.    |
| --- | ------------------- | ------------- | ---------------------- | ------------------- | --------------------------------------------------- | ------------------------------- | --------------- | ----------------------------------------------------------------- | ------ |
| 1.  | Bolesław Bierut     | 5 lutego 1947 | 2115                   | 20 listopada 1952   | uchwalenie Konstytucji PRL                          | 60                              | urząd zniesiony |                                                                   | [ 29 ] |
| 2.  | Wojciech Jaruzelski | 19 lipca 1989 | 521                    | 22 grudnia 1990     | powszechne wybory prezydenckie w Polsce w 1990 roku | 67                              | Lech Wałęsa     | Do 30 grudnia 1989 r. Prezydent Polskiej Rzeczypospolitej Ludowej | [ 30 ] |

- Konstytucja PRL z 22 lipca 1952 r. znosiła urząd prezydenta. Jego rolę przejęła Rada Państwa (urząd istniejący już pod rządami Małej Konstytucji z 1947 r.) – konstytucyjna kolegialna głowa państwa, na czele z Przewodniczącym Rady Państwa[31].
- Kadencja Prezydenta RP Wojciecha Jaruzelskiego została skrócona mocą ustawy z dnia 27 września 1990 r. o zmianie Konstytucji Konstytucji RP z dnia 22 lipca 1952 r. (pierwotnie Konstytucja PRL)[17].

## Rezydencje Prezydenta RP

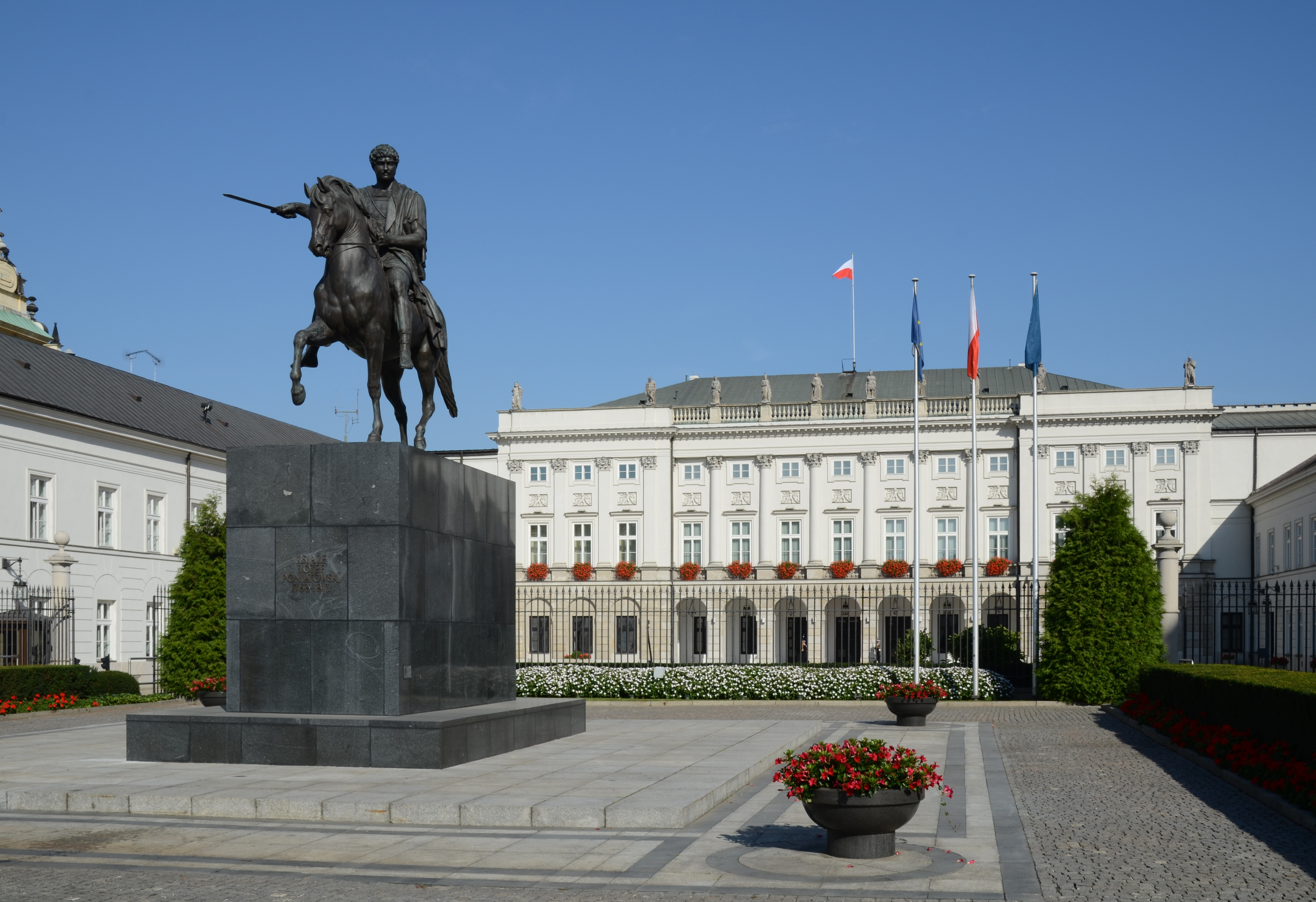
Pałac Prezydencki w Warszawie

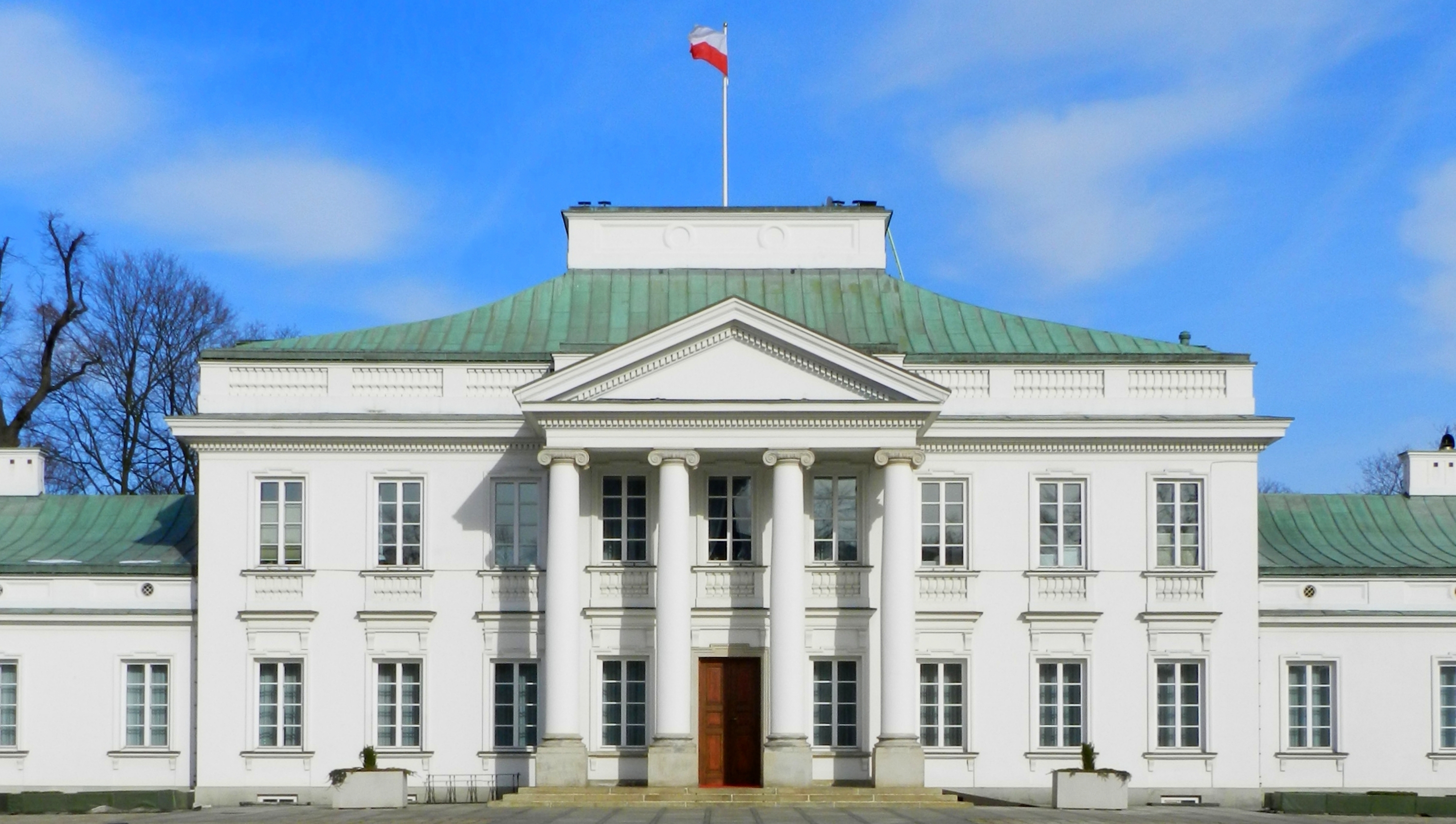
Belweder

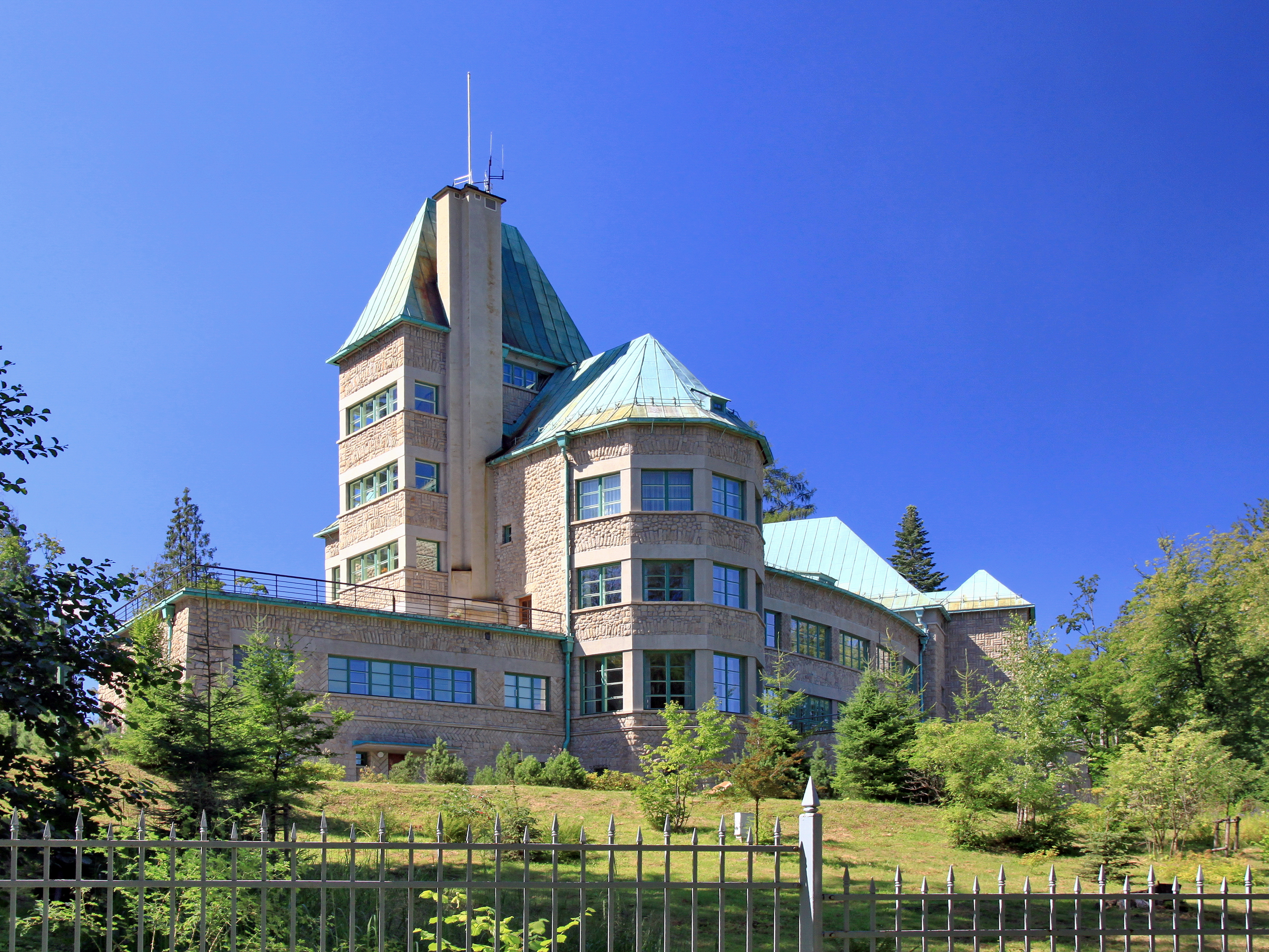
Zamek górny w Wiśle

Kancelaria Prezydenta RP posiada lub zarządza obecnie szeregiem nieruchomości, które służą Prezydentowi Rzeczypospolitej Polskiej, zarówno do celów oficjalnych, jak i prywatnych.
- Pałac Prezydencki w Warszawie (ul. Krakowskie Przedmieście 46/48) – od 1994 oficjalna siedziba Prezydenta RP. Największy pałac w Warszawie, klasycystyczny (dawniej barokowy, rozpoczęcie budowy w 1643 według projektu Constantina Tencalla dla Stanisława Koniecpolskiego); był m.in. siedzibą namiestników carskich w Królestwie Polskim. Pierwszym prezydentem który zamieszkał w Pałacu Prezydenckim był Lech Wałęsa, który zamieszkał w Pałacu w latach 1994-1995. W kolejnych latach w Pałacu mieszkali Aleksander Kwaśniewski (1995-2005), Lech Kaczyński (2005-2010) i Andrzej Duda (2015-2025)
- Belweder w Warszawie (Zespół Rezydencji Belweder i Hotel Belweder, ul. Belwederska 54/56) – pałac klasycystyczny, wzniesiony w latach 1818–1822, położony w Parku Łazienkowskim w Warszawie. Do 1926 roku był siedzibą Naczelnika Państwa i Prezydentów II Rzeczypospolitej Gabriela Narutowicza i Stanisława Wojciechowskiego, następnie m.in. rezydencją Józefa Piłsudskiego jako ministra spraw wojskowych, w czasie okupacji warszawską siedzibą generalnego gubernatora Hansa Franka, a po wojnie rezydencją prezydenta PRL Bolesława Bieruta. Od 1989 do 1990 Belweder był oficjalnym miejscem zamieszkania prezydenta Wojciecha Jaruzelskiego (ostatniego prezydenta PRL i pierwszego prezydenta III RP). W latach 1990–1994 rezydował w nim prezydent Lech Wałęsa. W okresie 2010–2015 Belweder był rezydencją prezydenta Bronisława Komorowskiego. Ponownie od 2025 roku jest oficjalnym miejscem zamieszkania urzędującego prezydenta Karola Nawrockiego[34]. Belweder, jako jedna z rezydencji prezydenckich, pełni funkcję oficjalnego miejsca zamieszkania głowy państwa, gdy prezydent zdecyduje się w nim rezydować. W przypadku wyboru Pałacu Prezydenckiego jako rezydencji, Belweder wykorzystywany jest do celów reprezentacyjnych, a także jako miejsce noclegu zagranicznych delegacji Rzeczypospolitej[35].
- Zamek Prezydenta RP w Wiśle (Rezydencja Prezydenta RP Zamek – Narodowy Zespół Zabytkowy w Wiśle) – obiekt rezydencjonalno-konferencyjny w posiadaniu Kancelarii, kompleks składa się z: Zamku, drewnianej zabytkowej kaplicy z 1909 roku, Zamku Dolnego wraz z Gajówką. Spełnia funkcje reprezentacyjne i wypoczynkowe dla głowy państwa, obsługuje wizyty państwowe, organizuje narady i konferencje, a także świadczy usługi komercyjne, w tym hotelowe.
- Dworek Prezydenta RP w Ciechocinku – niewielki dworek zbudowany w latach 30. XX w. w bezpośrednim sąsiedztwie parku sosnowego, u zbiegu dzisiejszych ulic Leśnej i Wojska Polskiego, dla upamiętnienia wizyty prezydenta RP Ignacego Mościckiego; służył jako tymczasowe miejsce pobytu wysokich urzędników państwowych (w tym Józefa Piłsudskiego), a po wojnie był własnością kolejnych lokalnych władz na szczeblu wojewódzkim, wykorzystywany przez instytucje naukowe, a później jako dom gościnny. W latach 80. przekazany miastu i przeznaczony na siedzibę przedszkola (do 2001), od 2002 staraniem Kancelarii gruntownie remontowany i otwarty jako Dworek Prezydenta RP 2 maja 2003. Pełni funkcję ośrodka informacyjno-edukacyjnego (organizuje narady, spotkania, konferencje, wystawy i wydarzenia kulturalne, może także obsługiwać wizyty państwowe).
- Rezydencja Prezydenta RP na Mierzei Helskiej (w rejonie Umocnionego Helu) – powstał po wojnie jako Kompleks „Mewa” na potrzeby władz PRL, 1 sierpnia 1989 przejęty przez Kancelarię Prezydenta RP i wykorzystywany przez głowę państwa do spotkań z innymi politykami, ale także w celach wypoczynkowych.
- Rezydencja Prezydenta RP „Promnik” w Rudzie Tarnowskiej
- Willa Prezydenta RP w Klarysewie

Siedzibą Kancelarii Prezydenta jest dawny gmach warszawskiej Izby Przemysłowo-Handlowej przy ul. Wiejskiej 10, w pobliżu kompleksu budynków Sejmu i Senatu.

## Byli prezydenci RP

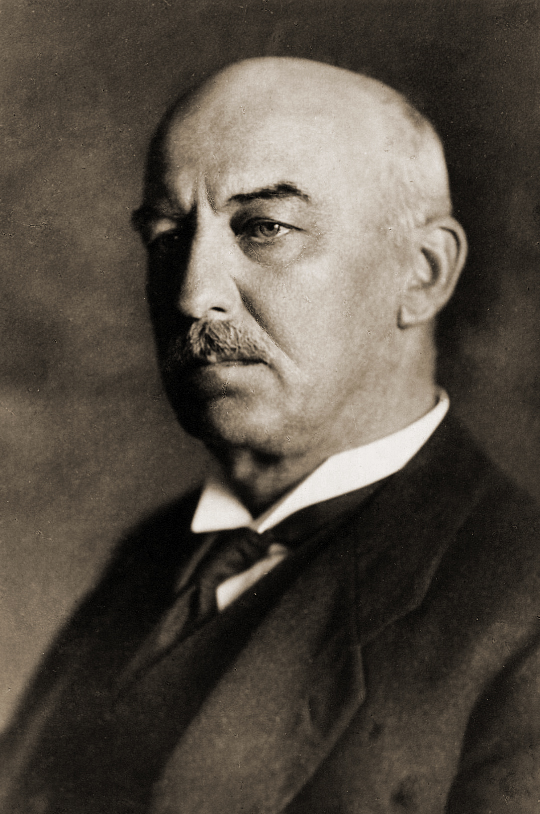
Pierwszy Prezydent II Rzeczypospolitej Polskiej Gabriel Narutowicz.

Zgodnie z ustawą z dnia 30 maja 1996 o uposażeniu byłego Prezydenta Rzeczypospolitej Polskiej (Dz.U. z 2022 r. poz. 207) byłym prezydentom RP po odejściu z urzędu przysługują dożywotnio emerytura i pieniądze na prowadzenie biura oraz ochrona osobista Służby Ochrony Państwa (na terenie Polski). Uczestniczą też tradycyjnie w różnych państwowych uroczystościach i są często patronami lub gośćmi honorowymi wielu wydarzeń i imprez. Ponadto mogą dożywotnio, wraz z członkami najbliższej rodziny, korzystać z państwowych lecznic i innych przywilejów.

### Żyjący byli prezydenci III RP

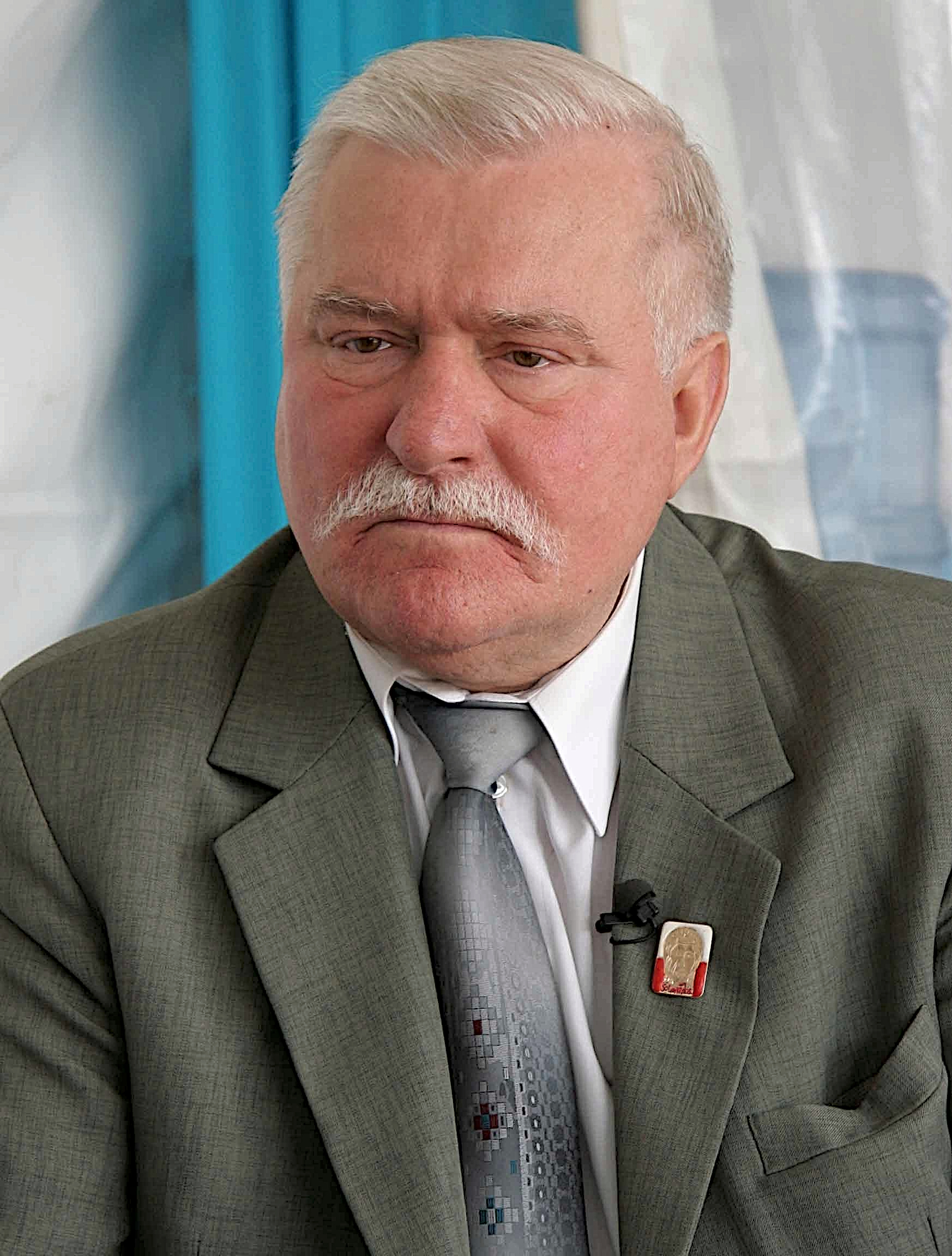
Lech Wałęsa (ur. 1943) 1990–1995
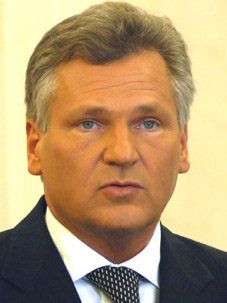
Aleksander Kwaśniewski (ur. 1954) 1995–2005
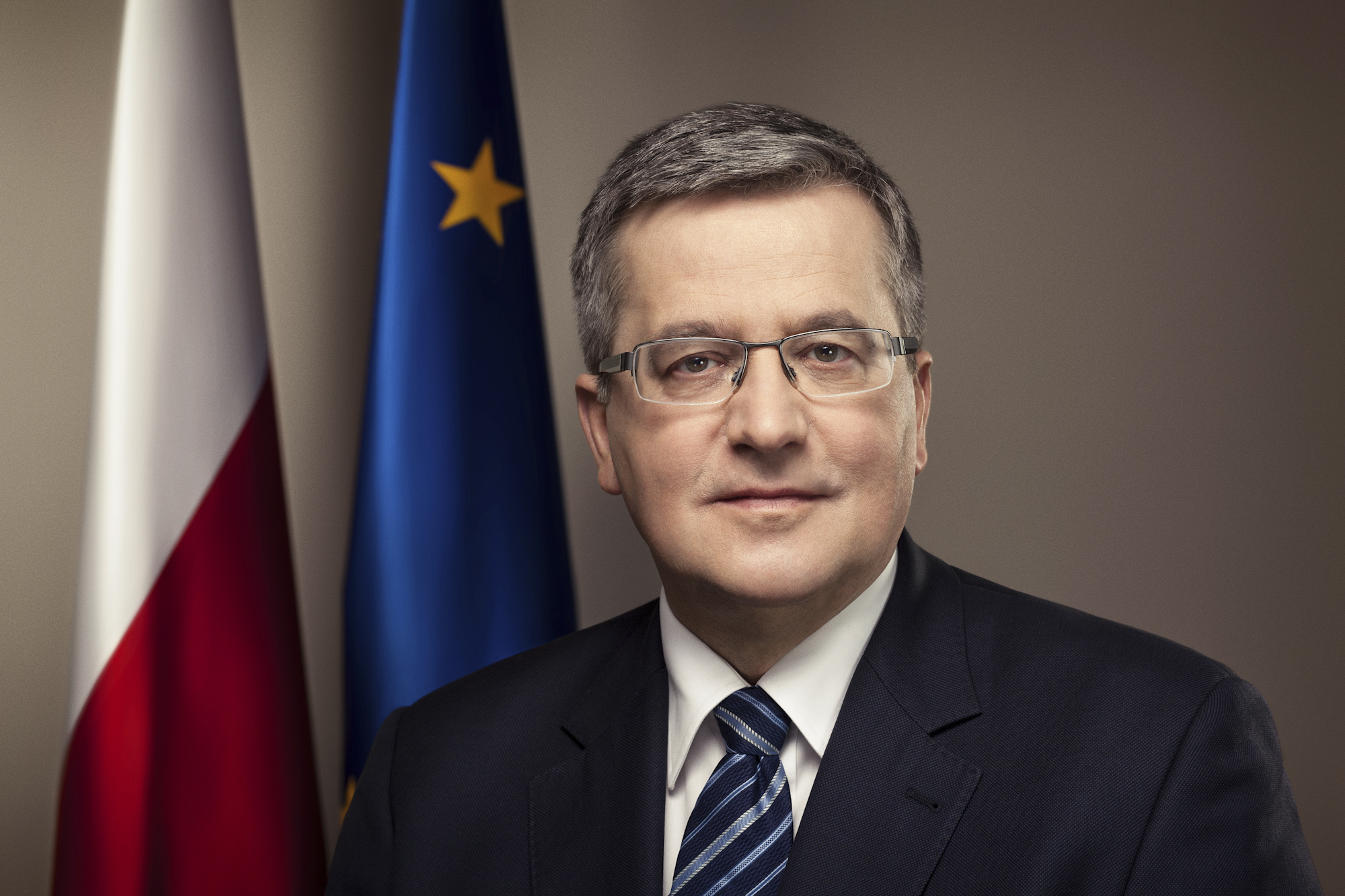
Bronisław Komorowski (ur. 1952) 2010–2015
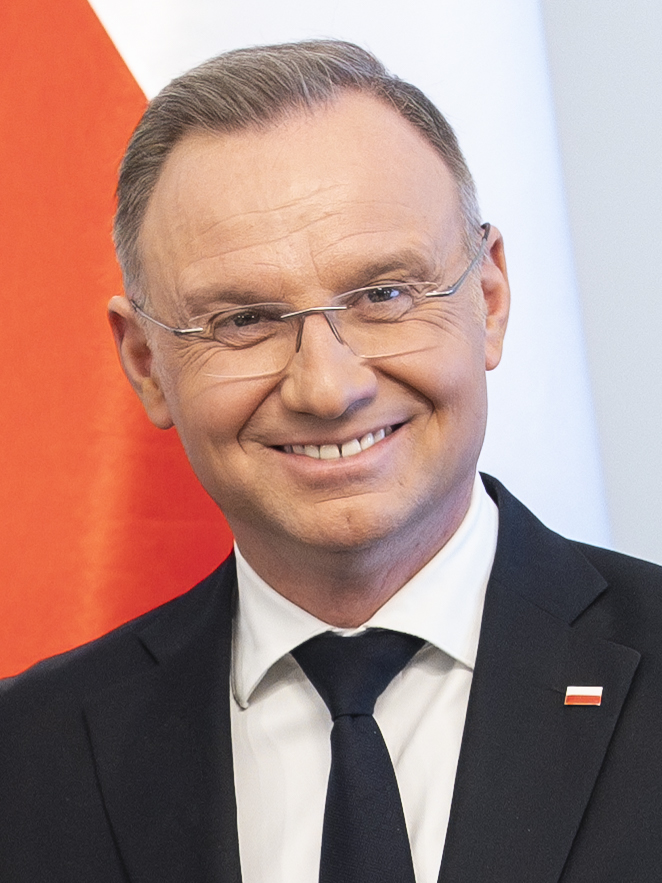
Andrzej Duda (ur. 1972) 2015–2025

## Czynna napaść lub znieważenie Prezydenta RP
Art. 135 Kodeksu karnego przewiduje karę pozbawienia wolności: za czynną napaść na Prezydenta RP (od 3 miesięcy do 5 lat) (§ 1) i za jego publicznie znieważanie (do 3 lat) (§ 2).